# 今すぐに逢いにゆくから
「今すぐに逢いにゆくから」（いますぐあいにゆくから）は、小山翔吾の配信限定シングル。2018年2月10日に配信が開始された。

## 解説
小山翔吾としては1作品目となる配信限定シングルであり、デビュー作品となる楽曲である。楽曲は、小山が所属していた亜細亜大学硬式野球部監督・生田勉と親交があるDEENのボーカル・池森秀一によりプロデュースされた。また、大学同期のプロ野球選手・北村拓己が登場曲として使用していた。

## 収録曲
1. 今すぐに逢いにゆくから
作詞・作曲：山口寛雄[5]